# Юные титаны, вперёд! (мультфильм)
«Юные титаны, вперёд!» (англ. Teen Titans Go! to the Movies) — американский полнометражный мультфильм в жанре комедии, посвященный супергероям. Основан на телесериале «Юные титаны, вперёд!». Является совместным проектом Warner Animation Group и DC Entertainment при содействии Cartoon Network.
Это второй полнометражный мультфильм для коммерческого кинопроката, основанный на сериале Warner Bros. Animation после картины «Бэтмен: Маска Фантазма». Участие в проекте приняли актёры озвучивания: Скотт Менвиль, Хинден Уолш, Грег Сайпс, Хари Пейтон и Тара Стронг. Их роли совпадают с персонажами сериала. В озвучке также участвуют Уилл Арнетт и Кристен Белл. Премьера в кинотеатрах состоялась 27 июля 2018 года. Изначально мультфильм планировалось выпустить в российском прокате в июле 2018 года, но пока какой-то неизвестным причинам его отменили.

## Сюжет
Юным титанам кажется, что все популярные супергерои уже снялись в главных ролях в полнометражных фильмах, кроме них. Лидер команды Робин собирается исправить ситуацию. Он намерен стать главным героем фильма, а не помощником. Нужно лишь сделать так, чтобы лучший голливудский режиссер заметила Юных титанов. Вооружившись несколькими бесшабашными идеями и песней в сердце, Юные титаны отправляются в Голливуд, готовые воплотить свою мечту, несмотря на трудности. Но когда группу сбивает с пути злодей, вынашивающий маниакальный план по захвату Земли, все идет наперекосяк. Дружеские отношения и боевой дух команды слабеют, из-за чего под ударом оказывается сама судьба Юных титанов.

## Персонажи
- Робин (англ. Robin) — лидер Юных титанов. У героя есть посох и другое оружие для борьбы с преступностью.
- Рэйвен (англ. Raven) — полудемонесса и дочь могущественного демона Тригона.
- Киборг (англ. Cyborg) — роботизированный гуманоид, наделенный огромной силой и способностью выпускать ракеты и другие снаряды из своего механического тела.
- Старфаер (англ. Starfire) — принцесса и член команды Юных титанов. Суперспособности — лазерные выстрелы из глаз и рук, огромная сила.
- Бист Бой (англ. Beast Boy) — член команды Юных титанов. Суперспособность — превращение в разных животных.
- Слэйд Уилсон или Детстроук (англ. Slade Wilson / Deathstroke) — суперзлодей и заклятый враг Робина.
- Джейд Уилсон (англ. Jade Wilson) — известная кинематографистка, которую Юные титаны пытаются убедить снять о себе фильм.
- Аквамен (Aquaman) член Лиги справедливости.
- Супермен (Superman) член Лиги справедливости.

## Роли озвучивали
- Скотт Менвиль — Робин
- Тара Стронг — Рэйвен
- Хари Пейтон — Киборг
- Хинден Уолш — Старфаер
- Грег Сипес — Бист Бой
- Уилл Арнетт — Слэйд Уилсон[5]
- Кристен Белл — Джейд Уилсон[5]
- Эрик Бауза — Аквамен • помощник Стэна Ли
- Николас Кейдж — Супермен
- Фил Моррис — ведущий церемонии на «красной дорожке» • машина Судного дня

## Производство
В сентябре 2017 года компания Warner Bros. Pictures анонсировала мультфильм и дату его премьеры — 27 июля 2018 года. Через месяц были представлены название и тизер мультфильма. Также было объявлено, что Уилл Арнетт и Кристен Белл присоединились к актерскому составу.
10 января 2018 года представлен первый тизер мультфильма.

### Первый показ
Warner Bros. Pictures начнет показ мультфильма в кинотеатрах 27 июля 2018 года.